# Elaine Cancilla Orbach
Elaine Cancilla Orbach (14 januari 1940 - New York, 1 april 2009) was  een Amerikaans toneel- en musicalactrice.
Zij is het meest bekend als de echtgenote en weduwe van de Amerikaanse acteur Jerry Orbach (Law & Order). Zij leerden elkaar kennen toen zij samen optraden in de Broadway-productie van  de succesmusical van Kander & Ebb, Chicago. Zij traden ook samen op in de voorstellingen  van  Neil Simons Chapter Two.  Voordien had zij opgetreden in diverse Broadway en off-Broadway-producties, zoals  Fiorello!, How to Succeed in Business Without Really Trying, Here's Love, 'Flora the Red Menace, Sweet Charity en Cry for Us All.
Na Jerry Orbachs overlijden in 2004 ijverde zij er voor om het deel van 53rd Street aan de Eighth Avenue in Manhattan te laten herdopen tot Jerry Orbach Way en dat lukte haar ook, in 2007.
Cancilla Orbach stierf in april 2009 aan een longontsteking.